# Icard (Karolina Północna)
Icard – jednostka osadnicza w Stanach Zjednoczonych, w stanie Karolina Północna, w hrabstwie Burke.